# Poste frontalier de Hyder–Stewart
Le poste frontalier de Hyder–Stewart est un poste-frontière situé le long de la frontière entre le Canada et les États-Unis reliant les communautés de Hyder en Alaska et de Stewart en Colombie-Britannique.
Il n'y a aucun poste de contrôle frontalier américain. Ainsi, il s'agit du seul endroit terrestre où on peut légalement entrer aux États-Unis sans passer par l'inspection frontalière. Le poste de contrôle frontalier américain, qui était situé dans la boutique de souvenirs de la frontière, a fermé dans les années 1950. Par conséquent, tous les vols au départ de la base d'hydravion de Hyder (en) en direction d'autres villes de l'Alaska sont traités comme étant des arrivées internationales et tous les passagers, incluant les résidents de Hyder, doivent passer par l'inspection des douaniers du Service des douanes et de la protection des frontières des États-Unis. Hyder est la communauté située la plus à l'est de l'Alaska.
De son côté, l'Agence des services frontaliers du Canada opère un poste de contrôle frontalier. Depuis le 1er avril 2015, celui-ci est fermé entre minuit et 8h00. Initialement, les autorités canadiennes bloquaient la route avec une barrière en acier, coupant ainsi le seul lien routier de Hyder. Cette décision a causé des manifestations de la part des résidents de Hyder puisqu'ils ont besoin de se rendre à Stewart afin de recevoir des soins de santé ou pour rejoindre le reste du continent bien que le gouvernement canadien avait assuré les résidents qu'ils pourraient continuer à recevoir des services d'urgence. Cette décision posait également un inconvénient aux gens voulant traverser la frontière tôt le matin tels que des mineurs travaillant dans les mines qui sont accessibles seulement à partir de Hyder ou des touristes voulant observer des ours. À la suite de discussions entre les autorités américaines et canadiennes, à partir de juin 2015, la route demeure ouverte 24 heures. Les gens qui traversent la frontière en dehors des heures d'ouverture du poste de contrôle doivent se rapporter à l'Agence des services frontaliers du Canada par téléphone vidéo.